# Gunniopsis quadrifida
Gunniopsis quadrifida là một loài thực vật có hoa trong họ Phiên hạnh. Loài này được (F.Muell.) Pax mô tả khoa học đầu tiên năm 1889.